# 半紋矛麗魚
半紋矛麗魚，為輻鰭魚綱鱸形目隆頭魚亞目慈鯛科的其中一種，分布於南美洲秘魯Madre de Dios河流域，體長可達17.1公分，棲息河川、湖泊及沼澤中底層水域，生活習性不明。

## 擴展閱讀
維基物種上的相關：半紋矛麗魚